# Olivier van Beemen
Olivier van Beemen (* 1979 in Haarlem) ist ein niederländischer Investigativjournalist und Autor. 

## Leben und Arbeit
Olivier van Beemen studierte französisch und Journalismus an der Universität von Amsterdam. Zwischen 2002 und 2012 war er zehn Jahre lang Frankreich-Korrespondent aus Paris für verschiedene niederlandische und belgische Medien, darunter Het Financieele Dagblad, Elsevier, Het Parool, Knack und De Tijd.
2012 siedelte er in Amsterdam, von wo aus er sich dem investigativen Journalismus widmet, insbesondere in Afrika. Er veröffentlicht seitdem in Follow the Money, De Groene Amsterdammer und NRC sowie in Medien wie The Guardian, Le Monde und Mediapart.
Sechs Jahre recherchierte er über die niederländische Brauerei Heineken, was zur Veröffentlichung des Buches Heineken in Afrika (2018) in vier Sprachen führte, sowie zu zahlreichen Artikeln und Reportagen in der internationalen Presse. Van Beemen enthüllte, dass Heineken eine wichtige Rolle beim Völkermord in Ruanda (1994) und bei der umstrittenen Wiederwahl von Präsident Pierre Nkurunziza in Burundi im Jahr 2015 spielte. Außerdem deckte er sexuellen Missbrauch von Promoterinnen auf, die von Heineken in vielen afrikanischen Ländern eingesetzt wurden, um den Verkauf anzukurbeln. Daraufhin zog die ASN Bank Heineken 2018 aus einem Fonds für nachhaltige Aktien zurück und der Globale Fonds zur Bekämpfung von AIDS, Tuberkulose und Malaria beendete im selben Jahr eine Partnerschaft mit der Brauerei. Er präsentierte seine Forschungsergebnisse vor der Royal African Society in London und an zahlreichen Universitäten, darunter Harvard, Princeton und Sciences Po. Van Beemen spielt eine Rolle in Andreas Pichlers Dokumentarfilm Alkohol - der globale Rausch.
2023 deckt er auf, dass Heineken sein früheres Versprechen, nicht mehr in Russland zu investieren, nach der russischen Überfall auf der Ukraine im Februar 2022  nicht eingehalten hatte. Heineken führte 2022 in Russland 61 neue Produkte ein, darunter auch Alternativen zu Marken, die das Land verlassen hatten, wie Guinness und Coca Cola.
Zwischen 2020 und 2024 recherchiert Van Beemen über die Nichtregierungsorganisation (NGO) African Parks, die sich auf den Naturschutz konzentriert. Er veröffentlichte das Buch Im Namen der Tiere (2024), das Zeugenaussagen über Folterungen gegen mutmaßliche Wilderer enthielt. African Parks drohte dem Autor und seinem niederländischen Verleger Prometheus mit der Forderung von mehreren Millionen Dollar, falls Geldgeber wie die KfW oder die Deutsche Gesellschaft für Internationale Zusammenarbeit ihre Unterstützung zurückziehen würden. 
Im Laufe der Ermittlungen verbrachte Van Beemen zusammen mit der Journalistin Flore Nobime vier Tage in Benin in Haft, da sie der Spionage verdächtigt wurden. Sie wurde freigelassen, er wurde des Landes verwiesen.

## Veröffentlichungen
- Olivier van Beemen: In Parijs. Uitgeverij Balans, 2009, ISBN 978-94-6003-196-0 (niederländisch, 253 S.).
- J. W. L. Brouwer; Olivier van Beemen: Charles de Gaulle: ter herinnering 1890-1970. Elsevier Weekblad, 2010, ISBN 978-90-6882-701-9 (niederländisch, 103 S.).
- Olivier van Beemen: Heineken in Afrika. Prometheus Uitgeverij, 2015, ISBN 978-90-351-4286-2 (niederländisch, 400 S.).
- Olivier van Beemen: Heineken in Africa: A Multinational Unleashed. Hurst Publishers (C. Hurst & Co Publishers Ltd), 2019, ISBN 978-1-84904-902-3 (englisch, 307 S., niederländisch: Heineken in Afrika. Übersetzt von Bram Posthumus).
- Olivier van Beemen: Bier voor Afrika: het best bewaarde geheim van Heineken. Prometheus Uitgeverij, 2018, ISBN 978-90-446-3504-1 (niederländisch, 224 S.).
- Olivier van Beemen: Ondernemers in het wild: het ontluisterende verhaal van een club witte weldoeners in Afrika. Prometheus Uitgeverij, 2024, ISBN 978-90-446-4488-3 (niederländisch, 328 S.).
- Olivier van Beemen: Im Namen der Tiere: Wie eine NGO große Teile Afrikas beherrscht. C. H. Beck, 2024, ISBN 978-3-406-82207-0 (315 S., niederländisch: Ondernemers in het wild: het ontluisterende verhaal van een club witte weldoeners in Afrika. Übersetzt von Gerd Busse).

## Auszeichnungen
Van Beemen gewann 2019 den Tegel (renommiertester Preis für niederländischen Journalismus) für seine Recherche über Heineken und wurde für die gleiche Untersuchung für den Free Press Award (2019) nominiert. Heineken in Africa (die englische Version von Heineken in Afrika) wurde für den African Business Book of the Year Award (2023) nominiert. Der Brusse-Preis, jährliche Preis für das beste niederländischsprachige journalistische Buch, wurde im Juli 2025 verliehen an Olivier van Beemen für sein Buch „Im Name der Tiere“. 